# Sobre el comandament de Gneu Pompeu

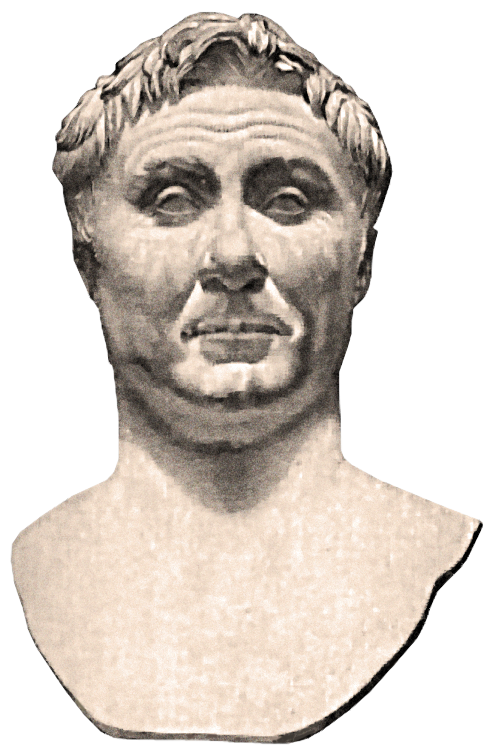
Bust de Gneu Pompeu Magne

Sobre el comandament de Gneu Pompeu (en llatí: De Imperio Gnaei Pompei o Pro Lege Manilia) és un discurs de Ciceró pronunciat l'any 66 aC durant el consolat de Marc Emili Lèpid i Luci Volcaci Tul·lus. El primer títol és el que donen la majoria de manuscrits i el que segueixen moltes edicions modernes però a partir del segle xv va començar a anomenar-se amb el segon títol, en les edicions modernes el seu ús s'alterna amb l'altre. És el primer discurs que Ciceró pronuncià amb un contingut exclusivament polític davant dels senadors
En aquest discurs es defensa la llei presentada pel tribú de la plebs Gai Manili per donar el poder de l'exèrcit a Gneu Pompeu Magne durant la Quarta Guerra Mitridàtica.

## Context històric
La llei Manília proposava conferir tots els poders militars i civils de les províncies de l'Àsia. Pompeu s'havia mostrat auster en el govern de les províncies que tenia sota el seu domini i com a general havia tingut molts èxits i triomfs entre els quals es trobava la derrota de les últimes forces pirates mentre es trobava al càrrec de l'exèrcit a Cilícia. En només tres mesos, va aconseguir sotmetre'ls, molts d'ells van rendir-se, i en comptes de castigar-los seguint la tradició romana va tractar-los amb moderació i els va establir en ciutats despoblades.
Si s'aprovava la proposta de Manili, seria la primera persona des de la fundació de Roma que acumulava tant poder, per això, molts senadors s'hi oposaven. Entre els opositors es trobaven Quint Lutaci Catul i Quint Hortenci Hòrtal, que van denunciar el perill que suposaria atorgar-li un poder il·limitat, que alhora era incompatible amb les institucions romanes.
Durant les Guerres Mitridàtiques s'havia confiat la direcció de l'exèrcit romà a diversos generals i encara no havien aconseguit el triomf. Gai Manili va proposar la investidura de Pompeu a causa dels seus múltiples èxits i triomfs en altres campanyes bèl·liques.
En aquell moment, Ciceró era pretor del poble romà. Des de l'inici de la seva carrera política havia anat contra l'oligarquia representada per Sul·la i les seves lleis i necessitava algú que encarnés aquests ideals per impulsar definitivament la seva carrera política cap al consolat, el qual va aconseguir l'any 63 aC. Per aquest motiu, va accedir a defensar la llei Manília.

## Defensa
La defensa que va pronunciar Ciceró es basava fonamentalment en tres arguments:
- La guerra era necessària, ja que els interessos, el benestar i la glòria de Roma estaven en perill.
- La guerra era difícil i de gran importància, atès que Mitridates havia guanyat terreny respecte a l'exèrcit romà comandat fins al moment per Lucul. S'estava vivint una situació crítica a causa de la indisciplina.
- L'únic que podia guanyar la guerra era Pompeu, ja que posseïa no només les qualitats guerreres, militars i de lideratge adients sinó també unes qualitats morals, de prestigi i sort òptimes.

Els arguments sobre els quals va plantejar la seva proposta eren simples, però commovedors i tenien com a objectiu principal potenciar l'entusiasme per Pompeu que els oients ja tenien. A causa dels seus triomfs, Pompeu era tingut en gran consideració i estima pels ciutadans. De fet, es creu que la llei Manília hagués estat aprovada sense la intervenció de Ciceró.
Boulanger afirma que Ciceró va presentar aquesta defensa mogut pel seu patriotisme que l'impulsava a defensar el bé comú i per mostrar la seva gran capacitat política, ja que volia aconseguir el consolat.

## Estructura i contingut
De Imperio Gnaei Pompei es pot dividir en set parts:
1. Exordi (1-3): es felicita de poder parlar al poble des de la tribuna dels oradors i expressa la importància d'allò que exposarà a continuació.
2. Narració (4-5): exposa que la província d'Àsia es veu amenaçada per Mitridates i Tigranes i que l'exèrcit que es troba allà desitja l'arribada d'un nou general capaç de conduir-los a la victòria.
3. Divisió (6): es proposa parlar de la naturalesa de la guerra, de la seva importància i del general que ha de dirigir la campanya militar.
4. Confirmació (6-49): desenvolupa els temes esmentats en la divisió.
  - Sobre la naturalesa de la guerra exposa el perill que corren la glòria del poble romà, el benestar dels aliats, les rendes més riques i segures de l'Estat i els interessos de molts ciutadans.
  - Sobre la importància de la guerra mostra que fa menester un nou general perquè l'aliança entre Mitridates i Tigranes fa perillar la victòria romana.
  - Sobre l'elecció d'un nou general manifesta que no hi ha cap opció millor que Pompeu a causa dels seus èxits anteriors, les seves habilitats militars i les seves qualitats morals.
5. Refutació (50-63): respon les objeccions d'Hortensi recorrent a l'èxit de Pompeu contra els pirates. Exposa el cas de la llei Gabínia, que, tot i ser il·legal i anticonstitucional perquè suprimia el poder del senat sobre les magistratures, va rebre un gran suport. Contesta les reserves de Càtul afirmant que la llei Manília no és contrària a l'ús romà.
6. Conclusió (64-68): proclama que l'elecció de Pompeu s'imposa per tots els motius que ha presentat al llarg del discurs.
7. Peroració (69-71): exhorta Manili a continuar amb la seva proposta i li promet el seu suport absolut. Acaba proclamant el seu propi desinterès i la seva entrega al bé comú.

## Conseqüències

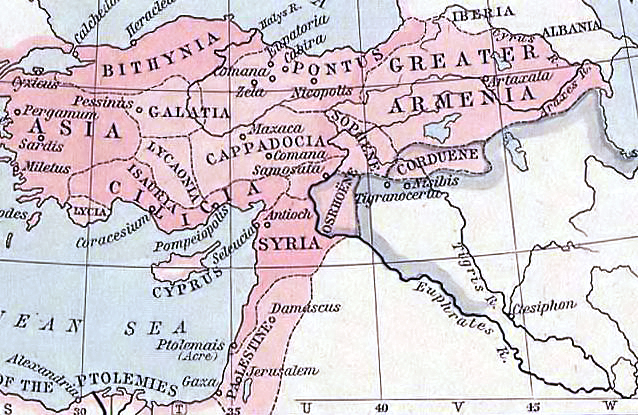
Divisió de les províncies d'Àsia Menor feta per Pompeu

El discurs de Ciceró va triomfar i Gneu Pompeu va ser investit general de l'exèrcit.
Com a general, la primera mesura que va prendre Pompeu va ser assegurar-se l'amistat del rei Fraates III de Pàrtia, qui tenia poder sobre Tigranes. Mitridates va proposar la pau però Pompeu no va acceptar-la. Mitridates va retirar-se amb el seu exèrcit cap a la frontera d'Armènia però l'exèrcit romà va atacar-lo; només van escapar el rei i una petita part de l'exèrcit. Mitridates va fugir cap a la seva fortalesa de Sinòria, després va entrar a la Còlquida des d'on es va dirigir a la llacuna Meòtida i al Regne del Bòsfor, finalment va passar de Fasis cap a Dioscúrias on es va dedicar a reclutar soldats i una flota.
En definitiva, Pompeu va derrotar Mitridates i va deixar organitzades les províncies de l'Àsia.

## Transmissió textual
Els còdexs que han transmès aquest discurs són: 
- Un dels papirs d'Oxirrinc del segle v, el qual conté breus fragments del discurs.
- El Palimpsestus Taurinensis (P) del segle IV o V, que va ser cremat a la biblioteca de Torí l'any 1904 a causa d'un incendi. Un dels fulls d'aquest palimpsest contenia un fragment del discurs.
- El còdex Harleianus 2682 (H) del segle xi i redescobert al segle xviii. Actualment es troba al Museu Britànic però havia format part del fons de la Catedral de Colònia.
- L'Efurtensis (E) del segle xii o XIII, el qual va ser corregit de manera arbitrària per part del copista. Actualment es troba a Berlín.
- El Tegernseensis (T) del segle xi o XII. Li falten els primers quaranta-sis paràgrafs però aquesta manca, la supleix el còdex Hildesheimensis (t), que és una còpia sencera del segle xv del primer.
- El manuscrit Werdensis (W) que actualment està perdut.
- El Bruxellensis 14492 (B) del segle xvi, que conté cinquanta-un paràgrafs del discurs però té moltes interpolacions i correccions del copista.
- Molts manuscrits del segle xv amb poca rellevància, ja que deriven d'aquests que hem comentat, especialment del Tegernseensis (T).

La tradició indirecta d'aquest discurs es limita als lemmes del scholiasta Gronouianus, que tenen molt poca importància.